# Valencia (psicología)
Valencia, en psicología, especialmente en el debate sobre las emociones, se entiende como el atractivo intrínseco (valencia positiva) o la aversión (valencia negativa) de un evento, objeto o situación.
Sin embargo, el término también se utiliza para caracterizar y clasificar las emociones específicas. Por ejemplo, las emociones conocidas popularmente como «negativas», como la ira y el miedo, tienen «valencia negativa». La alegría tiene «valencia positiva». Las emociones positivamente valenciadas son evocadas por eventos, objetos o situaciones positivamente valenciados. El término se utiliza también sobre el tono hedónico de los sentimientos, que afectan a ciertos comportamientos (por ejemplo, el enfoque y la evitación), el objetivo del logro o no logro, y de conformidad con la violación de las normas. La ambivalencia puede verse como un conflicto entre valencias positivas y negativas.

## Historia de su uso
El término inglés entró en el uso de la psicología con la traducción del alemán en 1935 de las obras de Kurt Lewin. La ambivalencia tiene una historia más larga.

## Criterio para emoción
La valencia es uno de los criterios utilizados en algunas definiciones de la emoción. La posible ausencia de valencia es citada como una razón para excluir la sorpresa, considerado como la reacción principal de la lista de las emociones, aunque algunos la incluyan.

## Medición
La valencia podría ser asignada a un número y tratada como si se tratara de medir, pero la validez de una medición basada en un informe subjetivo es cuestionable. Una medición basada en las observaciones de las expresiones faciales, utilizando FACS (Facial Action Coding System), y microexpresiones (planteadas por Paul Ekman).

## Nota al pie
1. ↑  Nico H. Frijda, The Emotions. Cambridge(UK): Cambridge University Press, 1986. p. 207